# نقره کربنات
کربنات نقره (به انگلیسی: Silver carbonate) با فرمول شیمیایی Ag
۲CO
۳ یک ترکیب شیمیایی با شناسه پاب‌کم ۹۲۷۹۶ است. که جرم مولی آن ۲۷۵٫۷۴۵۳ g/mol می‌باشد. شکل ظاهری این ترکیب، بلورهای زرد کمرنگ است.